# Aspidoscelis rodecki
Aspidoscelis rodecki es una especie de escincomorfos de la familia Teiidae.

## Distribución geográfica
Es endémica de la península de Yucatán (México).